# Cape Burr
Cape Burr är en udde i Australien. Den ligger i delstaten South Australia, omkring 220 kilometer nordväst om delstatshuvudstaden Adelaide.
Trakten är glest befolkad. Närmaste större samhälle är Port Neill, nära Cape Burr. Genomsnittlig årsnederbörd är 430 millimeter. Den regnigaste månaden är juni, med i genomsnitt 90 mm nederbörd, och den torraste är oktober, med 9 mm nederbörd.